# 몽산화상육도보설 (보물 제1737호)
몽산화상육도보설(蒙山和尙六道普說)은 대한민국 경상남도 창원시 성산구에 있는, 조선 시대의 사찰 문서인데, 2011년 12월 23일, 대한민국의 보물 제1737호로 지정되었다.

## 지정 사유
몽산화상육도보설(蒙山和尙六道普說)은 남송(송나라) 태생의 원나라 시대의 고승(학덕 높은 승려)인 몽산화상(蒙山和尙)이라 알려져 있는 덕이(德異, 1231~1308)라는 이가, 중생에게 업인(業因)에 따라 윤회하는 지옥ㆍ아귀(餓鬼)ㆍ축생(畜生)ㆍ아수라(阿修羅)ㆍ인간(人間)ㆍ천상(天上)의 육도(六道)와 성문(聲聞)ㆍ연각(緣覺)ㆍ보살(菩薩)ㆍ불(佛)의 사성(四聖)을 더한 십계(十界)를 설하여 범부의 자리를 벗어나 성인의 지위에 들어갈 것을 권하는 것을 내용으로 하고 있는 불서(佛書)이다.
이 몽산화상육도보설은 판서본상, 홍치(弘治) 10年(1497, 연산군 3) 8월에 전라도 진안(鎭安)에 있는 용출산(聳出山) 현암(懸庵)에서 개판(開板)되었다. 판서본의 필서와 새김이 정교하며 새기자 바로 찍어내서 인쇄가 깨끗하다.
불분권 1책의 목판본으로 판식은 사주단변(四周單邊)에 반곽의 크기는 20.1×13.5cm이며, 계선은 없고 행자수(行字數)는 6행13자이다. 판구는 상하대흑구(上下大黑口)에 상하내향흑어미(上下內向黑魚尾)이다. 본문에는 필사한 구결(口訣) 표시가 있고, 난외에도 주(註)가 기록되어 있다. 표지는 선장(線裝)으로 개장(改裝)되었고 보존상태는 표지와 판심부분의 마멸·훼손(磨滅·毁損)을 제외하면 비교적 양호한 편이다.
종래 알려진 조선 시대 전기의 세종 14(1432)년 판본, 성종 21년(1490)의 황해도 서진지 자비령사판본(黃海道 瑞眞地 慈悲嶺寺版本), 중종 4년(1509) 대광사판본(大光寺版本) 등의 수암(殊菴) 필서본과는 달리 이 『몽산화상육도보설(蒙山和尙六道普說)』은 1497년(연산군 3) 8월에 전라도 진안에 있는 용출산 현암에서 간행한 목판본으로 정교하고 인쇄가 선명한 점에서 판각 후 초쇄본으로 판단된다. 권말에는 간행기록과 함께 시주자 명단과 연판(鍊板) 및 각수(刻手)가 명시되어 있어 조선 전기의 불교학 및 서지학 연구에서는 귀한 자료가 된다.

## 몽산화상 덕이(蒙山和尙 德異)가 남긴 설법
몽산화상육도보설(蒙山和尙六道普說)은 앞서 언급한 것처럼, 13세기 송원대에 활동한, 중국 송나라 태생의 원나라 시대의 고승(학덕 높은 승려)이었었던, 몽산화상 덕이(蒙山和尙 德異, 1231~1308)라는 이가, 철학적으로 설법한 내용을 모은, 시대적 불서(佛書)이기도 하다.
1231년 남송(南宋) 말기 시대의 린안(臨安, 지금의 중공 영토 저장 성 항저우)에서 출생한 이이기도 한, 불교 임제종 승려 출신의, 몽산화상 덕이(蒙山和尙 德異, 속성은 송(宋)씨)라는 자는, 1246년(만15세 남짓)에 불교 승려로 출가하여, 1268년(만37세)에 남송(南宋)의 제6대 군주 도종(度宗)과, 당시의 대리청정(섭정)이었었던, 승상 가사도(賈似道)가 의례(儀禮)하는, 송(宋) 말기 시대의 린안(臨安)의 봉선(封禪)의 예(禮)를, 먼 발치에서 목도한 것을 마지막으로, 만37세 시절에 출국하면서, 성종(聖宗)·인종(仁宗)의 치세의 천(陳) 왕조 시대의 탕롱(昇龍, 지금의 베트남 하노이)로 간이 정주하여, 15년 남짓 동안 간이 수도 생활하다가, 1283년 세조(世祖) 쿠빌라이 황제의 치세의 원(元) 초기 시대의 다두(大都, 지금의 중공 영토 베이징)로 옮겨 출국하여 12년 수도하던 찰나에, 1295년 충렬왕(忠烈王)의 치세의 고려(高麗) 시대의 개경(開京)의 벽란도항(碧瀾渡港)으로 마지막 출국과 함께 고려에 입국하면서, 순전히 마지막으로, 1295년 북계(北界)의 강절(江浙, 행정구역상, 지금의 대한민국 강원도 양양)의 휴휴암(休休菴)에서 5년 수도를 거쳐, 1300년 서해도(西海道)의 신천(信川, 행정구역상, 지금의 북괴 영토 황해남도)의 패엽사(貝葉寺)에서는, 8년 수도하는 등, 1308년 안악(安岳, 행정구역상, 지금의 북괴 영토 황해남도)에서, 입적(향년 만77세)할때까지, 고려에서 어언 13년 남짓 동안, 마지막 수도하면서 지냈었다.

## 참고 자료
- 몽산화상육도보설 - 국가유산청 국가유산포털